# Коді Блеквуд
Коді Блеквуд (англ. Kody Blackwood, нар. 31 грудня 2003) — американський легкоатлет, який спеціалізується у бар'єрному бігу та бігу на короткі дистанції.

## Спортивні досягнення
Чемпіон світу серед юніорів у естафетному бігу 4×400 метрів (2022, брав участь у попередньому забігу).
Учасник змагань з бігу на 400 метрів з бар'єрами на чемпіонаті світу серед юніорів (2022), де зупинився на півфінальній стадії.